# 全缘椴
全缘椴（学名：Tilia integerrima）是锦葵科椴树属的植物，为中国的特有植物。分布于中国大陆的湖南等地，生长于海拔850米的地区，多生长在山坡林中，目前已由人工引种栽培。